# Jules d'Anethan
Jules Joseph d'Anethan (født 23. april 1803 i Bryssel, død 8. oktober 1888 i Schaerbeek) var en belgisk politiker og baron. Fra 1870 til 1871 var han landets premierminister.